# System R
IBM System R es un sistema de base de datos construido como un proyecto de investigación en el Laboratorio de Investigación San Jose de IBM a partir de 1974. System R fue un proyecto seminal: fue la primera implementación de SQL , que se ha convertido en el estándar de lenguaje de consulta de datos relacionales. También fue el primer sistema que demostró que un sistema de gestión de bases de datos relacionales podría proporcionar un buen rendimiento de procesamiento de transacciones. Las decisiones de diseño en el Sistema R, así como algunas opciones de algoritmos fundamentales (como el algoritmo de programación dinámica utilizado en la optimización de consultas [2] ), influyeron en muchos sistemas relacionales posteriores.
El primer cliente de System R fue Pratt & Whitney en 1977.